# Björn Andersson (triatleta)
Björn Andersson es un deportista sueco que compitió en triatlón. Ganó una medalla de bronce  en el Campeonato Europeo de Ironman 70.3 de 2010.

## Palmarés internacional
| Campeonato Europeo | Campeonato Europeo   | Campeonato Europeo | Campeonato Europeo |
| Año                | Lugar                | Medalla            | Prueba             |
| ------------------ | -------------------- | ------------------ | ------------------ |
| 2010               | Wiesbaden (Alemania) | Medalla de bronce  | Individual         |